# Scotopteryx cometifera
Scotopteryx cometifera är en fjärilsart som beskrevs av W. Warren 1901. Scotopteryx cometifera ingår i släktet backmätare, och familjen mätare. Inga underarter finns listade.